# Prostacyklina
Prostacyklina, jako lek także epoprostenol, PGI2 – organiczny związek chemiczny, hormon tkankowy z grupy prostaglandyn wytwarzany przez ściany naczyń krwionośnych głównie w śródbłonkach płuc z kwasu arachidonowego pod wpływem enzymów: syntazy prostaglandyny i syntazy prostacykliny. Hamuje zlepianie (agregację) płytek krwi, działa rozkurczowo na naczynia krwionośne i obniża ciśnienie krwi.
Epoprostenol (syntetyczna prostacyklina) stosowany jest przy nadciśnieniu płucnym. Działaniami niepożądanymi tego leku są zaczerwienienie twarzy, ból głowy, ból żuchwy, ból brzucha, biegunka, hipotonia. Z powodu tachyfilaksji należy często zwiększać jego dawkę.
Prostacyklina została odkryta w 1976 roku przez polsko-brytyjski zespół badaczy (ze strony polskiej między innymi Ryszarda Gryglewskiego i Andrzeja Szczeklika). Za jej odkrycie John Vane, Sune Bergström i Bengt Samuelsson otrzymali w 1982 roku Nagrodę Nobla w dziedzinie fizjologii lub medycyny.